# Liste der Monuments historiques in Bourguignon-lès-Morey
Die Liste der Monuments historiques in Bourguignon-lès-Morey führt die Monuments historiques in der französischen Gemeinde Bourguignon-lès-Morey auf.

## Liste der Objekte
| Bezeichnung                       | Beschreibung                                                                                       | Standort                       | Kennzeichnung | Schutzstatus | Datum | Bild |
| --------------------------------- | -------------------------------------------------------------------------------------------------- | ------------------------------ | ------------- | ------------ | ----- | ---- |
| Seitenaltäre                      | zwei Altartische, drei Tabernakel, zwei Retabel und drei Skulpturen; Holz, farbig gefasst, um 1800 | in der Kirche St-Martin (Lage) | PM70002223    | Inscrit      | 1974  |      |
| Hauptaltar                        | Altaraufbau und Tabernakel; Holz, farbig gefasst und vergoldet, 17. oder 18. Jahrhundert           | in der Kirche St-Martin (Lage) | PM70002224    | Inscrit      | 1985  |      |
| Prozessionsstab Madonna mit Kind  | Holz, vergoldet, 18. Jahrhundert                                                                   | in der Kirche St-Martin (Lage) | PM70002225    | Inscrit      | 1985  |      |
| Prozessionsstab Heilige Katharina | Holz, vergoldet, 18. Jahrhundert                                                                   | in der Kirche St-Martin (Lage) | PM70002226    | Inscrit      | 1985  |      |
| Relief Bindung Isaaks             | Holz, farbig gefasst, um 1800                                                                      | in der Kirche St-Martin (Lage) | PM70003734    | Inscrit      | 2007  |      |
| Kelch                             | Silber, zweites Viertel des 18. und zweites Viertel des 19. Jahrhunderts                           | in der Kirche St-Martin (Lage) | PM70003735    | Inscrit      | 2007  |      |
| Patene                            | Silber, zweite Hälfte des 18. Jahrhunderts, Goldschmied Jean-François Thiébaud                     | in der Kirche St-Martin (Lage) | PM70003736    | Inscrit      | 2007  |      |